# Sven Wallander
Sven Adolf Wallander, född 15 juni 1890 i Stockholm, död 17 augusti 1968, var en svensk arkitekt. Han var son till Alf och Gerda Wallander. Han är far till bankmannen och företagsledaren Jan Wallander samt därigenom svärfar till Birgitta Celsing.

## Liv och verk

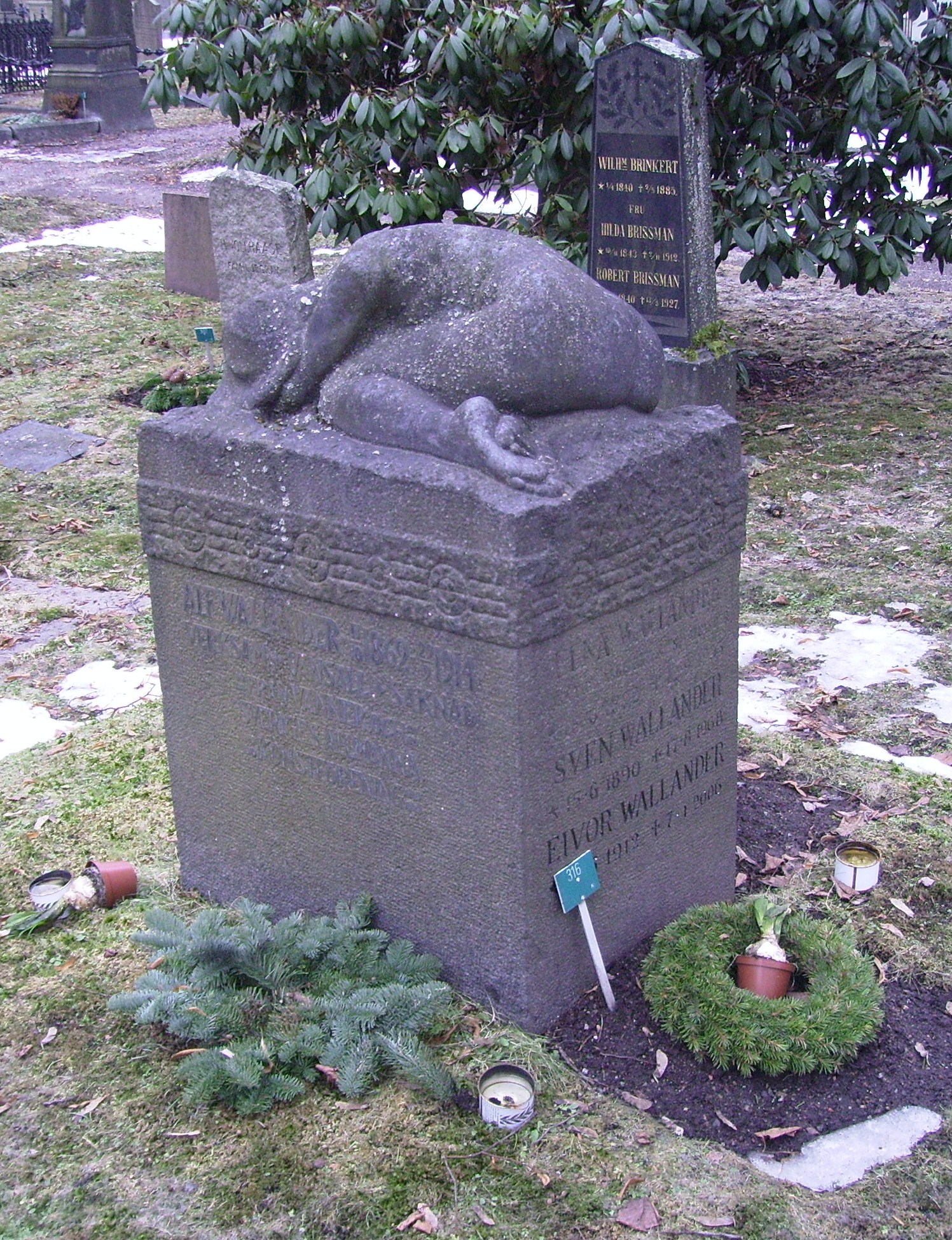
Sven Wallanders gravvård på Solna kyrkogård. Skulptören Olof Ahlberg har utfört skulpturen Sorg vid gravvården.

Wallander studerade vid Kungliga Tekniska högskolan 1909–1913 och vid Konstakademien 1913–1915 och var verksam som privatarkitekt i Stockholm. Han var anställd hos Ivar Tengbom, Lars Israel Wahlman och i Stockholms Stadsplanekommission 1916–1917, därefter drev han sin egen arkitektverksamhet i Stockholm fram till 1942.
År 1915 lade han fram ett förslag till stadsplan för bebyggelsen längs Kungsgatan i Stockholm, som sedan i sina grunddrag följdes. Som utropstecken föreslog han de båda Kungstornen som var ett par av Europas första skyskrapor. Vidare inspirationen fick han genom en studieresa till New York 1920, där han studerade dåtidens höghusarkitektur på Lower Manhattan men även av Berlins och Chicagos storstadsmönster. Han ritade sedan själv det norra tornet. Under resan till New York 1920 fick Wallander även idén till sopnedkastet. Han utvecklade konceptet och 1923 installerades det allra första sopnedkastet i Sverige i ett hus på Valhallavägen i Stockholm. Wallander sökte patent för konceptet 1930 och patentet godkändes 1934.
Sven Wallander ritade även åt den kooperativa rörelsen och var en av initiativtagarna till bildandet av HSB Stockholm 1923 och HSB:s Riksförbund året därpå. Han var verkställande direktör för Riksförbundet och chef för HSB:s arkitektkontor till 1958. Wallander förordade de så kallade tjockhusen, alltså lamellhus med ett djup på 14-16 meter. Detta gav mörka kärnor och enkelsidiga lägenheter (i motsats till smalhus), men medförde samtidigt stora ekonomiska fördelar i form av högre exploatering och lägre byggkostnader per kvadratmeter lägenhetsyta.
Han ingick även i den Bostadssociala utredningen.

## Byggnadsverk (urval)

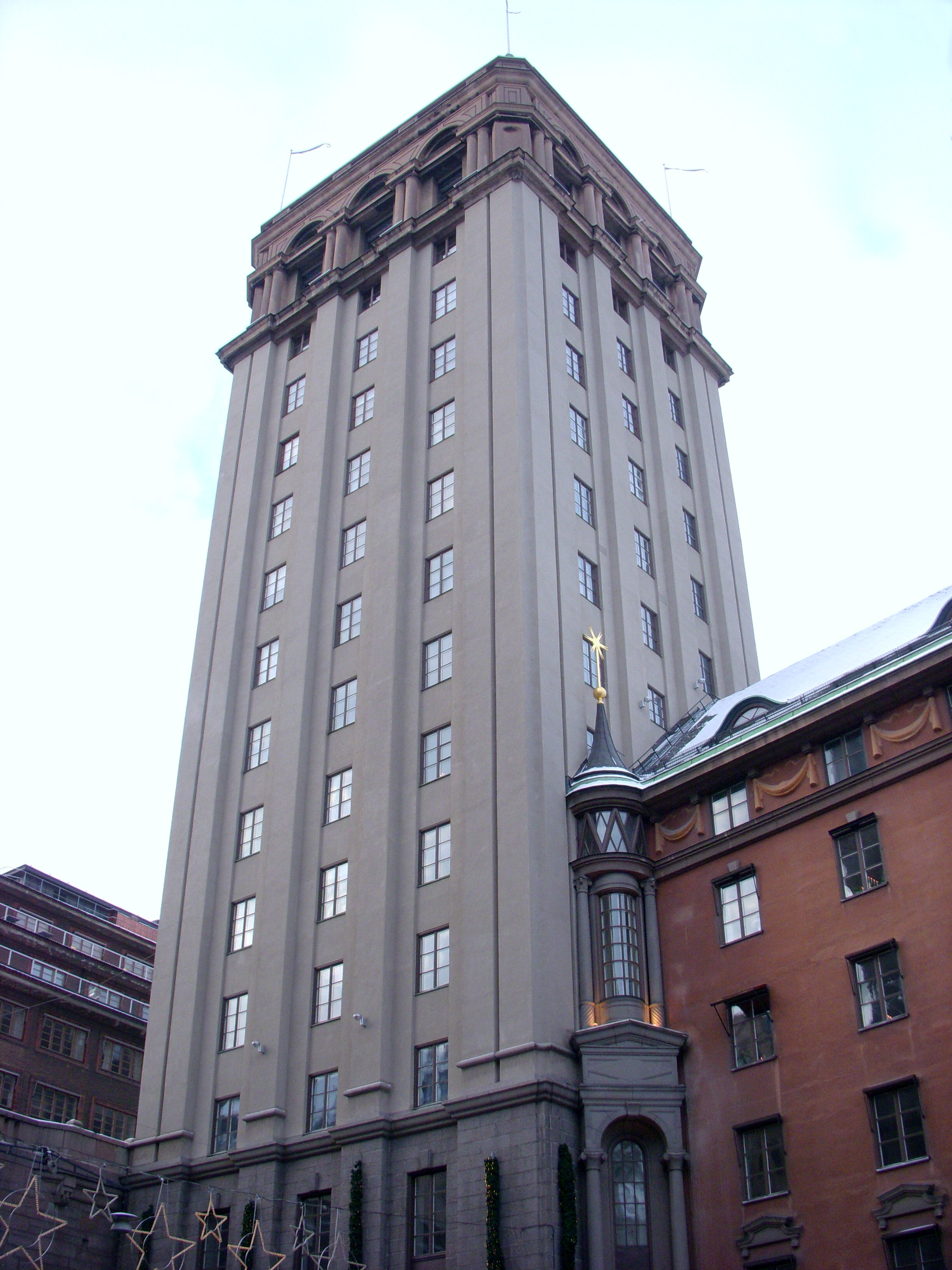
Norra Kungstornet, 1924.

- Norra Kungstornet, Kungsgatan, Stockholm, 1919–1924
- Flertalet hus vid Breitenfeldsgatan, 1922–1923
- Röda bergen, bland annat Torbjörn Klockares gata, Stockholm, 1924–1925
- Småhus i Enskede gård, 1925
- Kvarteret Tennhjärtat, Lärarinnehemmet Tennhjärtat, Smedslätten, 1926
- Kvarteret Metern, vid Helgalunden, Stockholm, 1926
- Kvarteret Kalkonen, Kristineberg, 1926
- Kvarteret Morkullan, Birger Jarlsgatan 104, Stockholm, 1928
- Kvarteret Färjan, Alströmergatan 24–42, Stockholm, 1929
- Kvarteret Ljuset, Södermalm, 1929–1930
- Kvarteret Marmorn, Södermalm, 1931
- Kvarteret Järnvägsmannen, Wargentinsgatan, Stockholm, 1931–1932
- Gärdet, bland annat Erik Dahlbergsgatan och Skeppargatan, Stockholm, 1932–1937
- Kungsklippan, bostadshus för HSB, Stockholm, 1934–1936
- Solberga, bostadshus, 1950-tal

### Bilder

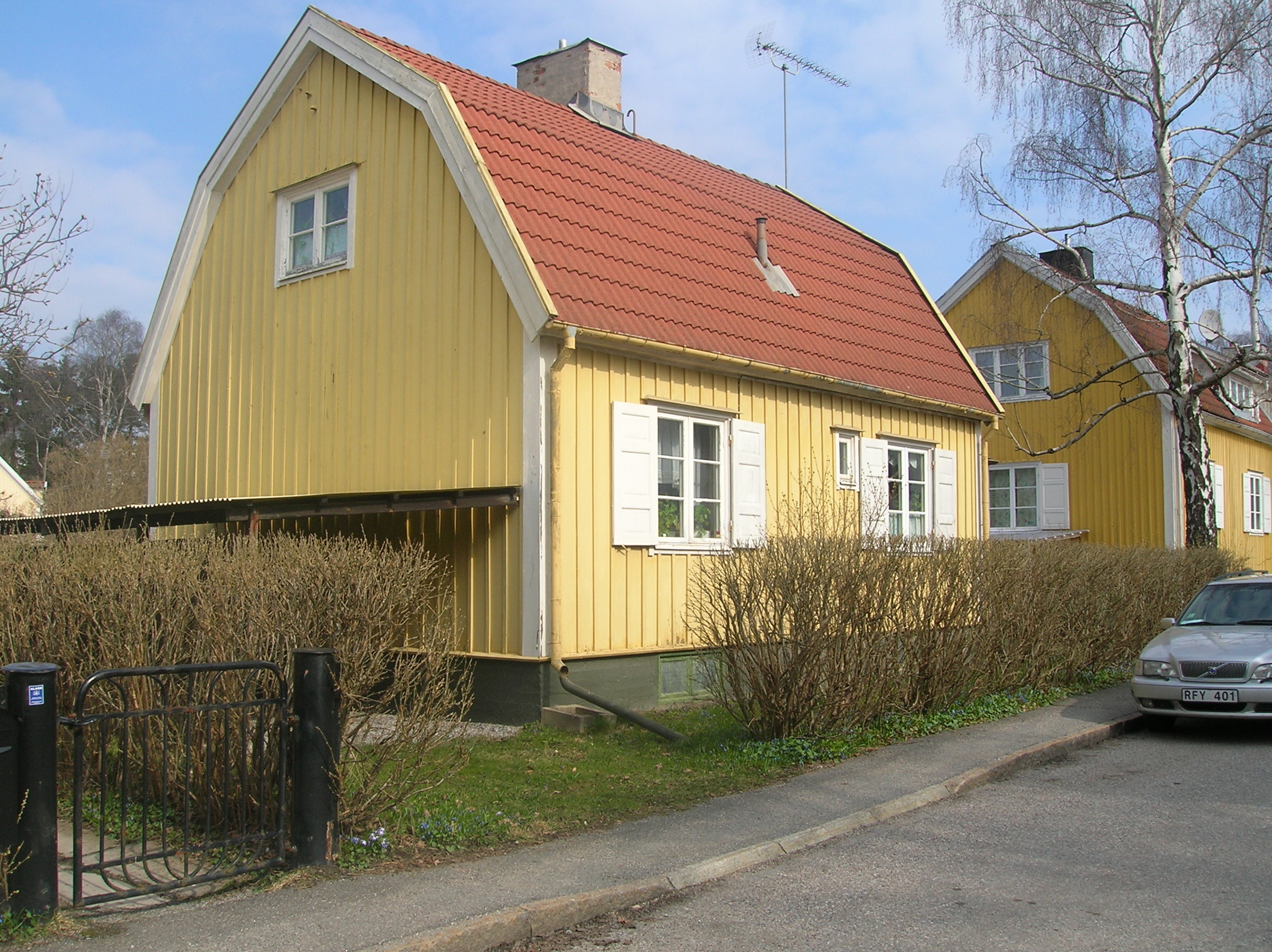
Småhus i nuvarande Enskede gård 1925
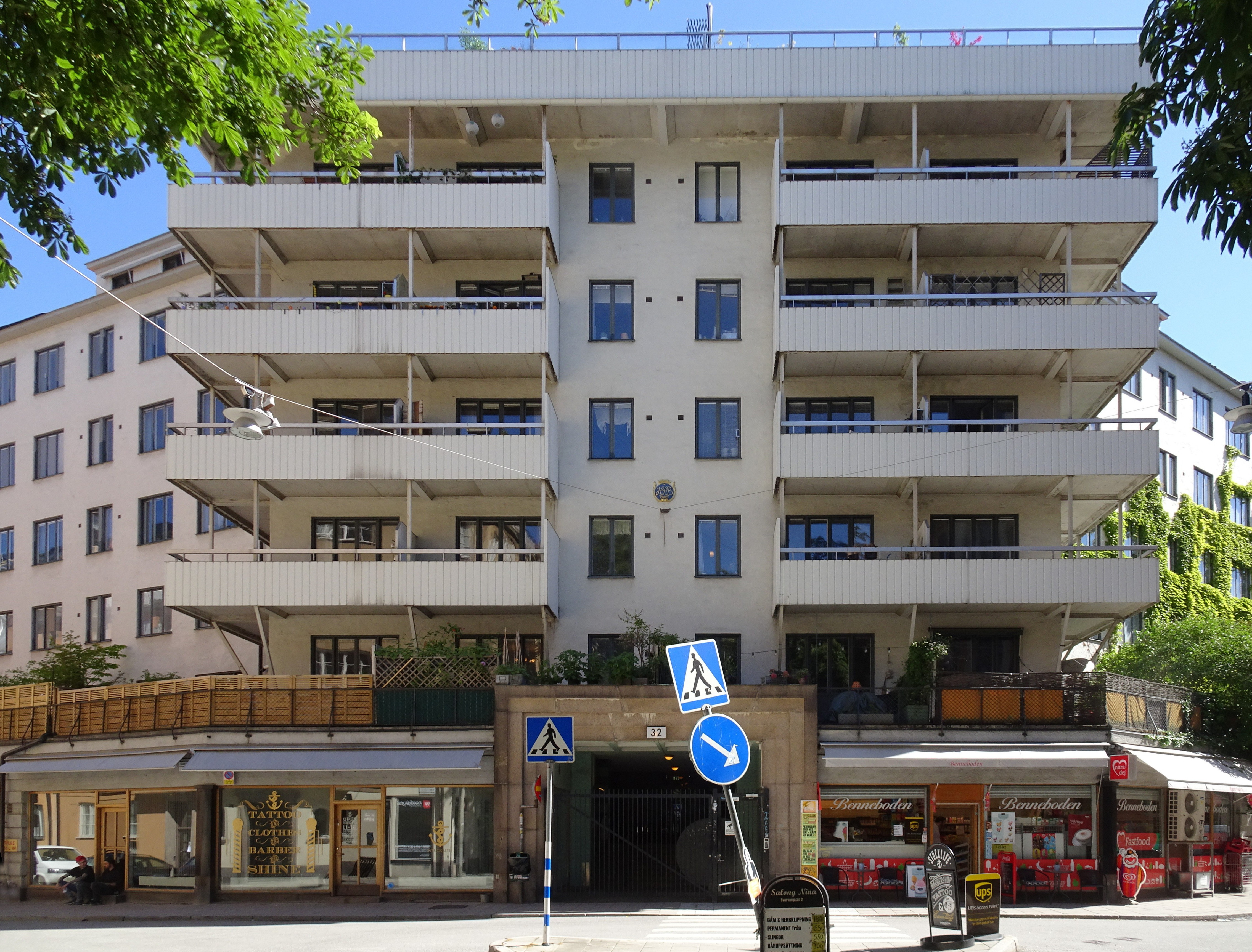
Kvarteret Färjan 1929
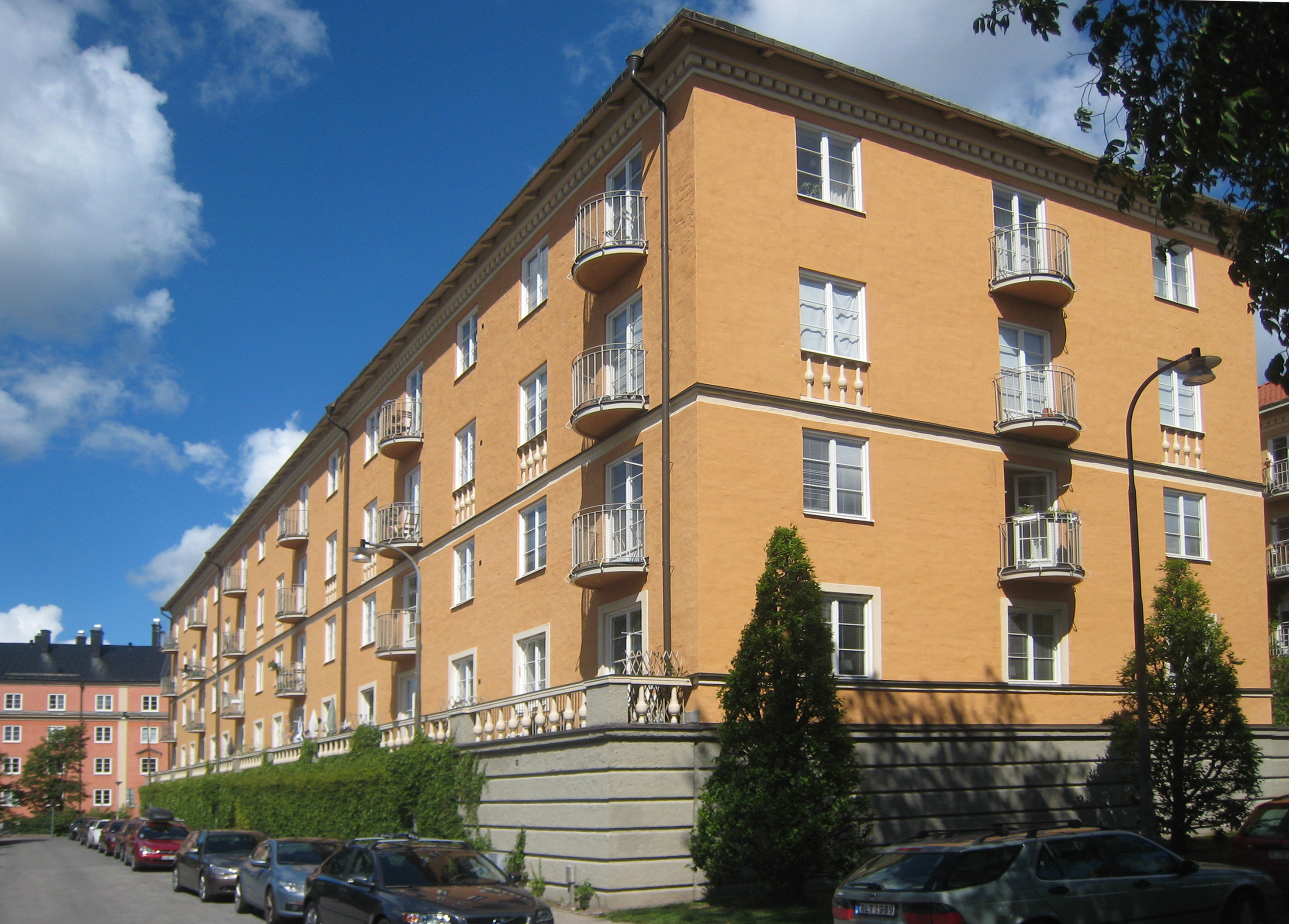
Kvarteret Metern 1925
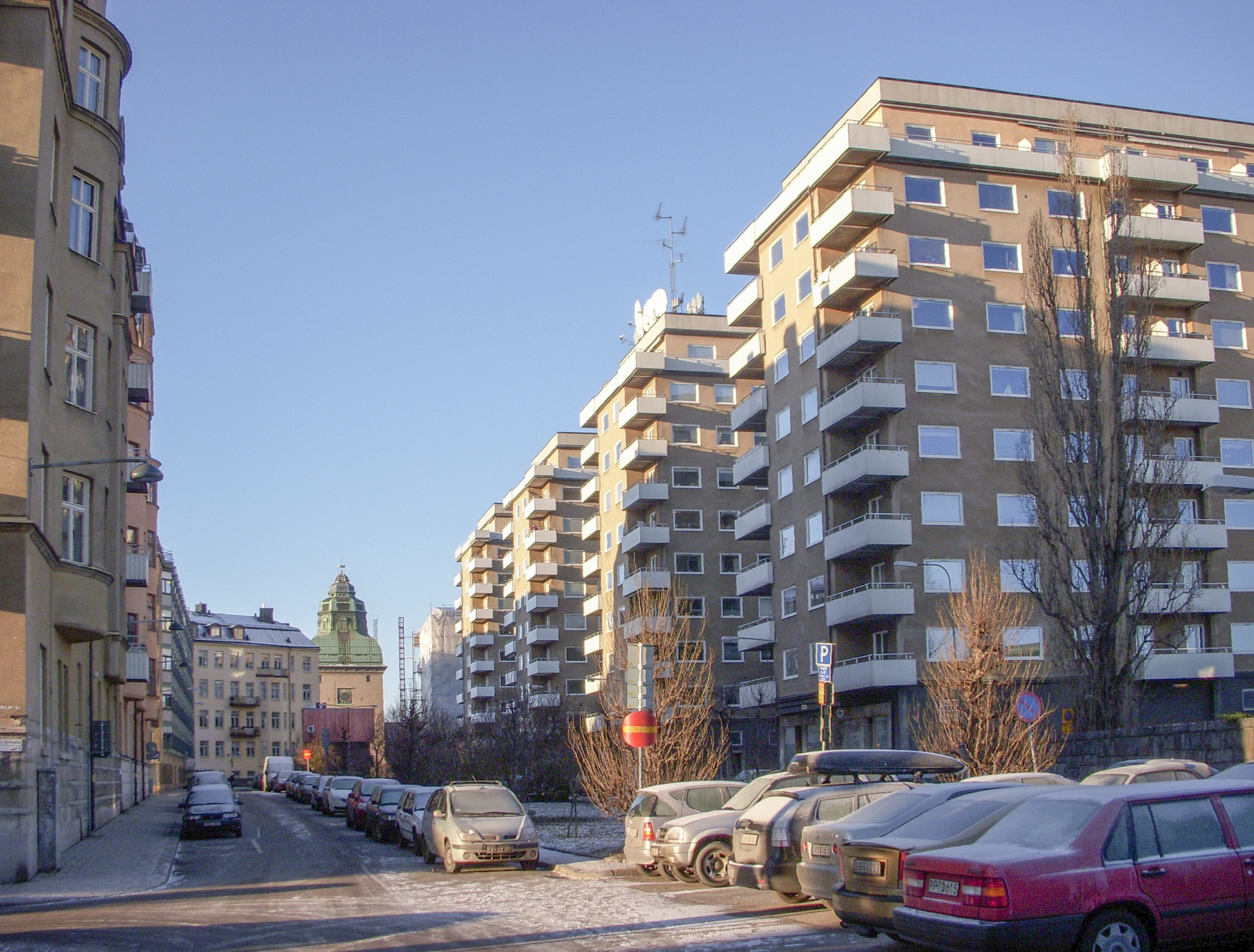
Kungsklippan 1934–1936
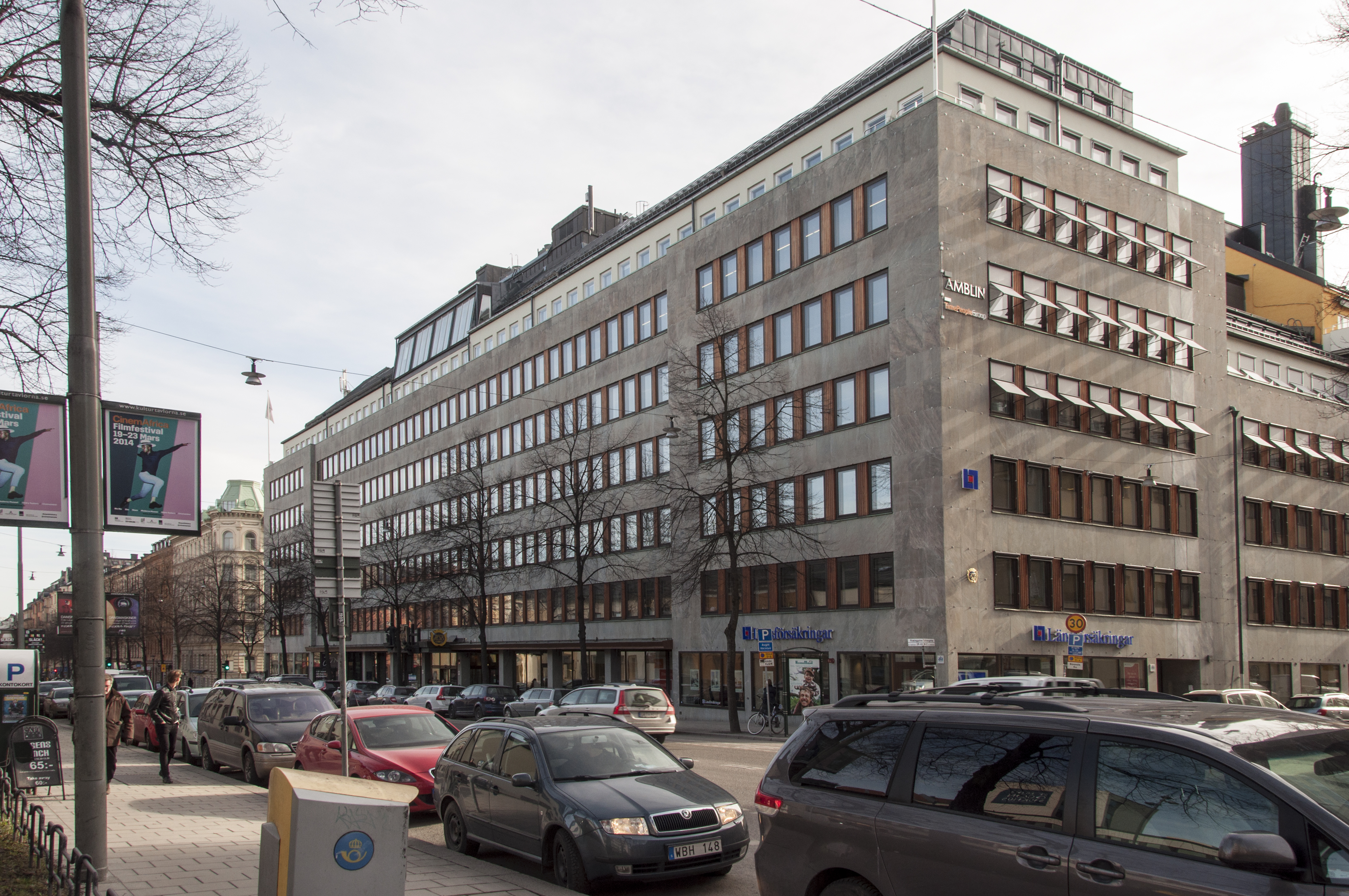
HSB:s huvudkontor, 1939–1940

## Utmärkelser
- 1960 års mottagare av KTH:s stora pris.